# Budzyno-Walędzięta
Budzyno-Walędzięta (prononciation : [buˈd͡zɨnɔ valɛnˈd͡ʑɛnta]) est un village polonais de la gmina de Czerwonka dans le powiat de Maków de la voïvodie de Mazovie dans le centre-est de la Pologne.
Il se situe à environ 9 kilomètres à l'ouest de Czerwonka (siège de la gmina), 4 kilomètres au nord de Maków Mazowiecki (siège du powiat) et à 76 kilomètres au nord de Varsovie (capitale de la Pologne).
Le village possède approximativement une population de 240 habitants en 2006.

## Histoire
De 1975 à 1998, le village appartenait administrativement à la voïvodie d'Ostrołęka.